# Sistem enot MKSA
Sistem enot MKSA je metrični sistem merskih enot, ki vsebuje kot osnovne enote meter (oznaka m) za dolžino, kilogram (oznaka kg) za maso, sekundo (oznaka s) za čas in amper za električni tok. 
Sistem MKS je nasledil sistem enot CGS. Pozneje so mu dodali še enoto za merjenje električnega toka amper (oznaka A) in je tako nastal sistem enot MKSA, ki obsega tudi enote, povezane z elektromagnetizmom. 
Sedaj je sistem enot MKSA osnova za sistem SI, ki je bil mednarodno sprejet sistem enot v letu 1960 .